# Lepidochaetus
Lepidochaetus is een geslacht van buikharigen uit de familie Chaetonotidae. De wetenschappelijke naam van het geslacht werd in 1991 voor het eerst geldig gepubliceerd door Kisielewski.

## Soorten
- Lepidochaetus brasilense Kisielewski, 1991
- Lepidochaetus carpaticus (Rudescu, 1967)
- Lepidochaetus ornatus (Daday, 1901)
- Lepidochaetus pusillus (Daday, 1905)
- Lepidochaetus zelinkai (Grünspan, 1908)